# George Noble Plunkett
George Noble Plunkett (irlandais : An Cunta Pluincéad) (3 décembre 1851 – 12 mars 1948) est un biographe, politicien et nationaliste irlandais. Il est la première personne à occuper le poste de Ministre des Affaires étrangères de l'Irlande. Il est le père de Joseph Plunkett, l'un des chefs de l'insurrection de Pâques 1916. 